# ウルドゥー語
ウルドゥー語（ウルドゥーご、اردو）は、インド・ヨーロッパ語族インド語派に属する言語の一つ。ヒンディー語とともに、ヒンドゥスターニー語の標準のひとつをなす。

## 概要
北インドを中心に、パキスタンに約7500万人、インドに約5000万人の母語話者がいる。ただし、国語・共通語として使う人口 は約1億8,000万人以上にのぼるとされる。また話し言葉レベルでの話者の人口はヒンディー語と共に、中国語、英語につぐ世界第3位とされる。
パキスタンの国語になっている（公用語は英語）。インドでは、憲法の第8附則において定められた22の指定言語のひとつであり、インド最北部のジャンムー・カシミール州では州の唯一の公用語とされ、北部のビハール州、デリー連邦直轄地、ウッタル・プラデーシュ州、および中南部のテランガーナ州では追加公用語(additional official language)となっている。
インドの公用語であるヒンディー語と同系の言語であり、両者ともヒンドゥスターニー語デリー方言の社会的変種に属し（複数中心地言語）、ウルドゥー語はそのイスラム教徒版標準語と位置付けられる（一方のヒンディー語はヒンドゥー教徒版標準語となる）。表記法は異なるが文法や基本語彙は同一であるため、多くの場合相互に理解可能である。ただし、ウルドゥー語はヒンディー語に比して宗教的な条件からペルシア語やアラビア語からの借用語がより多く使われているのに対し、ヒンディー語は独立闘争期の言語純化運動の影響でサンスクリットからの（再）借用語がより多く、専門的な内容になるほど相互理解可能度は下がる。
ウルドゥー語はインド亜大陸のイスラム教徒のリングワ・フランカであり、ウルドゥー語母語話者の80%はインドに分布している。パキスタンはウルドゥー語を国語としているが、ウルドゥー語（ヒンドゥスターニー語）が母語として使われていた地域からはやや外れており、ウルドゥー語を母語とするのは全人口の1割未満である。また、ウルドゥー語を唯一の公用語としているジャンムー・カシミール州では、ウルドゥー語母語話者は人口の1%にも満たない。これらの国や地域では、ウルドゥー語はイスラム教のシンボルとして、また現地で話されている諸言語に対する中立な共通語として使われていた。

## 歴史
12世紀・13世紀頃から西北インドへのイスラム教徒（ガズナ朝）の侵入が盛んになると、デリー周辺で用いられていたカリーボーリー方言にペルシャ語やアラビア語の語彙を取り入れてできたという。当時はアラビア文字を改良して使われ、「ウルドゥー」ではなく「北インド」を意味する「ヒンディー」とか「ヒンダヴィー」と呼ばれていた。14世紀以降、デカン高原にイスラーム王朝（トゥグルク朝）が建てられると、それらの王朝内でもこの新しい言語が使われ、さらにその地域のマラーティー語やドラヴィダ系の言葉の影響を受けて発達した。その地域は南方にあったので「南部の」という意味を持つ「ダッキニー」と呼ばれ、叙事詩や叙情定型詩のガザルもこのダッキニーで書かれはじめた。
16世紀の初めにムガル朝が成立するが、宮廷語のペルシャ語と同時に民間ではヒンディー語が話され、第5代のシャー・ジャハーンの時代には「ザバーネ・ウルドゥーエ・ムアラーエ・シャージャハーナーバード」（シャージャハーナーバードの高貴な陣営の言葉）という呼び名を得るほど発達した。18世紀以降ムガル朝が衰退するにつれて、モンゴル語の「宿営」の意味を持つ「オルド ordo」から、「ウルドゥー」という短い呼び名となって、宮廷でも使われるようになる。

## 文字
表記には、ペルシア文字に特殊な音を表すためにいくつかの文字を加えたものである「ウルドゥー文字」を用いる。ただし、インド国内のムスリムはデーヴァナーガリー文字を用いる場合があり、この場合ヒンディー語との境界はより一層不明瞭となる。ヒンディー語話者との文通の際などには、ラテン文字を用いる。

## 音韻

The oral vowel phonemes of Urdu according to Ohala (1999)

|                    |               | 唇音  | 歯音  | 歯茎音 | そり舌音 | 硬口蓋音 | 軟口蓋音 | 口蓋垂音 | 声門音 |
| ------------------ | ------------- | ----- | ----- | ------ | -------- | -------- | -------- | -------- | ------ |
| 鼻音               |               | m م   |       | n ن    |          |          | ŋ ن      |          |        |
| 鼻音               | 有気音        | mʰ مھ |       | nʰ نھ  |          |          |          |          |        |
| 破裂音/ 破擦音     | 無声音        | p پ   | t̪ ت   |        | ʈ ٹ      | tʃ چ     | k ک      | q ق      | ʔ ع    |
| 破裂音/ 破擦音     | 無声音 有気音 | pʰ پھ | t̪ʰ تھ |        | ʈʰ ٹھ    | tʃʰ چھ   | kʰ کھ    |          |        |
| 破裂音/ 破擦音     | 有声音        | b ب   | d̪ د   |        | ɖ ڈ      | dʒ ج     | ɡ گ      |          |        |
| 破裂音/ 破擦音     | 有声音 有気音 | bʰ بھ | d̪ʰ دھ |        | ɖʰ ڈھ    | dʒʰ جھ   | gʰ گھ    |          |        |
| はじき音/ ふるえ音 |               |       |       | r ر    | ɽ ڑ      |          |          |          |        |
| はじき音/ ふるえ音 | 有気音        |       |       | rʰ رھ  | ɽʰ ڑھ    |          |          |          |        |
| 摩擦音             | 無声音        | f ف   |       | s س    |          | ʃ ش      | x خ      |          | h ہ    |
| 摩擦音             | 有声音        | v و   |       | z ز    |          | ʒ ژ      | ɣ غ      |          |        |
| 接近音             |               |       |       | l ل    |          | j ی      |          |          |        |
| 接近音             | 有気音        |       |       | lʰ لھ  |          | jʰ يھ    |          |          |        |

|          |        | 前舌母音 | 前舌母音 | 中舌母音 | 中舌母音 | 後舌母音 | 後舌母音 |
| 短母音   | 長母音 | 短母音   | 長母音   | 短母音   | 長母音   |          |          |
| -------- | ------ | -------- | -------- | -------- | -------- | -------- | -------- |
| 狭母音   |        | ɪ        | iː       |          |          | ʊ        | uː       |
| 狭母音   | 鼻母音 | ɪ̃        | ĩː       |          |          | ʊ̃        | ũː       |
| 半狭母音 |        | e        | eː       | ə        |          | o        | oː       |
| 半狭母音 | 鼻母音 |          | ẽː       | ə̃        |          |          | õː       |
| 半広母音 |        |          |          |          |          |          | ɔː       |
| 半広母音 | 鼻母音 |          |          |          |          |          | ɔ̃ː       |
| 広母音   |        | æ        | æː       |          |          |          | ɑː       |
| 広母音   | 鼻母音 |          | æ̃ː       |          |          |          | ɑ̃ː       |

## 文法
文構造はSOV型である。修飾語は被修飾語の前に置く。名詞には男性名詞と女性名詞の二種類の文法的性がある。文頭のکیا（kyā）で、当否疑問文を形成し、文末には疑問符を記述する。